# ダマスカス
座標: 北緯33度30分 東経36度18分 / 北緯33.500度 東経36.300度
ダマスカスはシリアの首都。ダマスクスとも表記される。アラビア語ではディマシュク（アラビア語: دمشق, アラビア語発音: [diˈmaʃq], Dimashq）で、別名をシャーム（アラビア語：الشام, al-Shām, アッ＝シャーム）という。日本語の聖書翻訳の慣行ではダマスコと表記する。
「世界一古くから人が住み続けている都市」として知られる。カシオン山の山麓、バラダ川沿いに城壁で囲まれた古代から続く都市と新市街が広がる。現在の人口は約200万人といわれるが、都市圏全体では400万人に迫るといわれる。

## 名前
アラビア語では、この街は正式にはディマシュク・アッ＝シャーム (دمشق الشام, Dimashq al-Shām) と呼ばれている。多くの人は「ディマシュク」と短縮するが、ダマスカス市民やシリアほかアラブ圏の人々は「アッ＝シャーム」の別名で呼ぶ。またシリア（特に、歴史的シリアについて）のことは「ビラード・アッ＝シャーム」（アラビア語：بلاد الشام, Bilād al-Shām,「シャームの地、シャームの国」の意）とも呼ばれる。
シリア・レバノン・ヨルダン・パレスチナ地域（レバント、レヴァント）を指す広義のシャーム、ダマスカスを指す狭義のシャームについては命名の由来に関していくつかの説があり定かではないが、
- 「土壌に石が点在する様子が شأم（shaʾm, シャアム）から発音が転じた名詞 شام（shām, シャーム, 「（集合名詞的に）ほくろ」の意）に似ていたから」や「村々や家々が点在する様子がほくろに似ていたから」とするほくろ説。
- 「預言者ヌーフ（ノア）の息子 سام（Sām, サーム, 「セム」に相当）ゆかりの地という意味だったが発音が شام（shām, シャーム）に置き換わった」という「セムの地」説。
- 「聖地メッカのカアバ神殿南方にあるイエメンに対して北方にあることから「左、北」を意味する語根 ش-أ-م（sh-ʾ-m）から構成される شأم（shaʾm, シャアム）転じて شام（shām, シャーム）と呼ばれた」という「聖地の北方」説

などが知られている。
英語の「Damascus」はギリシャ語の Δαμασκός を語源に、ラテン語経由で伝わった。これはさらに古いアラム語の都市名でダルメセク（דרמשק Darmeśeq よく灌漑された場所）からきている。しかし、アラム人の時代以前の遺跡であるエブラの王国跡地から出土した粘土板には、エブラの南にある町を「ダマスキ」と記しており、ダマスカスの名の起源はアラム人以前に遡る可能性が大きい。
ダマスカスという地名の初出と考えられる文献は、紀元前15世紀のエジプトのトトメス3世の残した地理文献にある「T-m-ś-q」と読める文字である。「T-m-ś-q」の語源は不明だが、アッカド語では「ディマシュカ Dimašqa」、古代エジプト語では「T-ms-ḳw」、古アラム語では「ダマスク Dammaśq　דמשק」、聖書ヘブライ語では「ダメセク Dammeśeq דמשק」と呼ばれていた。アッカド語のものは、紀元前14世紀のアマルナ文書におけるアッカド語文献に出てくる。
後のアラム語における綴りは、「住居」を意味する語幹の「dr」に影響されて「r」（レーシュ）が入るようになり、クムランの文献では「ダルメセク Darmeśeq דרמשק」に、シリア語では「ダルムスク Darmsûq ܕܪܡܣܘܩ」となった。
ダマスク織や金銀細工のダマスキナードにその名を残す。

## 地理

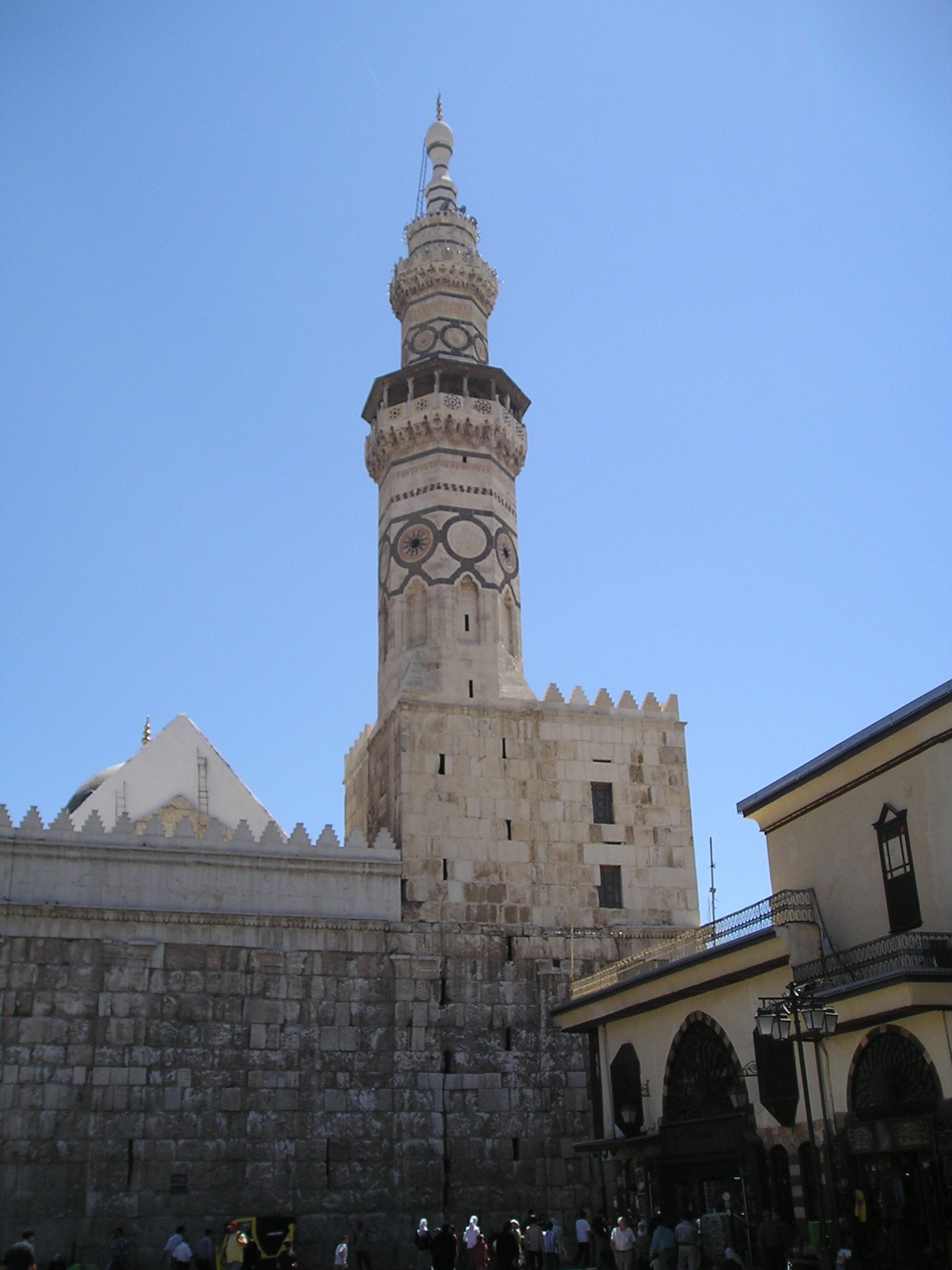
ウマイヤド・モスクのミナレット

ダマスカスは地中海から約80 km内陸に位置し、アンチレバノン山脈で海からさえぎられている。街はアンチレバノン山脈の麓の、海抜680 mの高原の上にある。
城壁に囲まれた古代都市ダマスカスはバラダ川のすぐ南岸にある。その南東、北、北東の方角には中世に遡る近郊地域がある。また南西にはミーダーン、北と北西にサールージャとアマーラの各地区がある。これらの地区はもとは都市から外に出る街道沿いの、宗教上重要な墓所の近くに発生したものであった。東にはグータ (アラビア語：الغوطة, al-Ghūṭa, アル＝グータ) という、バラダ川などの内陸河川が潤す森や田園からなる大きなオアシスがあり、エデンの園のモデルとされる場所である。
19世紀、旧市街を北西から見下ろすジャバル・カシオン（カシオン山、旧約聖書創世記においてカインがアベルを殺したとされる場所）の斜面上に近郊農村が開発された。すでに近くには、ムヒッディーン・イブン・アラビーの廟の周りにサリヒイー地区ができていた。これら新しい地域はまずクルド人の軍人たちやオスマン帝国のヨーロッパ地域（キリスト教徒に制圧されつつあった）からのムスリム難民らが入植した。それゆえ、これら地域は「アクラード」（クルド人）や「ムハージリーン」（移民）と呼ばれている。これらは旧市街から2 - 3 km北に横たわっている。

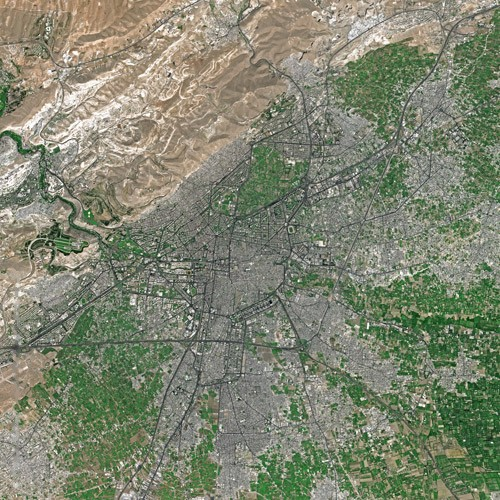
ダマスカスの衛星画像。ダマスカスは周囲を緑のオアシスに囲まれる

19世紀後半から、近代的な行政・商業の中心が旧市街の西側のバラダ川の周囲、「マルジェ（牧草地）」と呼ばれる場所を中心に発生した。マルジェはすぐに近代のダマスカスの中心となる市庁前の広場の名前（マルジェ広場）となった。裁判所、郵便局、アナトリアやヒジャーズに通じるヒジャーズ駅が、少し南の高い場所にできた。ヨーロッパ化された住宅街区がマルジェ広場とサーリヒーヤ地区の間をつなぐ道路沿いにでき始めた。新市街の商業と行政の中心地は、次第にその方向へ、北側へ移動し始めた。
20世紀になると、より新しい郊外がバラダ川の北側に開発され、旧市街の南にも広がりグータ・オアシスを侵食し始めた。1955年から、新しい街区ヤルムークが数万人のパレスチナ難民のキャンプとなった。ミッシェル・エコシャールや番匠谷尭二といった都市計画家らは南のグータの森を可能な限り残そうと考えたため、20世紀後半には主な開発は市の北部、および西部のメッゼ地区、最近ではバラダー川の流れる先の北西部ドゥンマルの谷と、北東部のベルゼの山々の斜面で行われている。貧困な地区は、公式な許可なく建てられ、ほとんどは旧市街の南に集中する。
ダマスカスはオアシスに囲まれている。グータ・オアシスの森は、バラダ川の水に潤されている。バラダ川に沿って西に行ったところにあるフィジェーの泉は市街に飲料水を提供している。グータ・オアシスは、ダマスカスの急速な住宅や産業の拡大により面積が減ってきている。また街の交通、産業、廃棄物により汚染されてきている。

### 気候
1981-2010年の平年値によると、1月の平均気温は6度、7月の平均気温は27度、年間平均気温は16.7度、年降水量は176.1 mmである。
| ダマスカスの気候       | ダマスカスの気候 | ダマスカスの気候 | ダマスカスの気候 | ダマスカスの気候 | ダマスカスの気候 | ダマスカスの気候 | ダマスカスの気候 | ダマスカスの気候 | ダマスカスの気候 | ダマスカスの気候 | ダマスカスの気候 | ダマスカスの気候 | ダマスカスの気候 |
| 月                     | 1月              | 2月              | 3月              | 4月              | 5月              | 6月              | 7月              | 8月              | 9月              | 10月             | 11月             | 12月             | 年               |
| ---------------------- | ---------------- | ---------------- | ---------------- | ---------------- | ---------------- | ---------------- | ---------------- | ---------------- | ---------------- | ---------------- | ---------------- | ---------------- | ---------------- |
| 最高気温記録 °C （°F） | 21 (70)          | 30 (86)          | 28 (82)          | 35 (95)          | 38 (100)         | 45 (113)         | 44 (111)         | 45 (113)         | 39 (102)         | 34 (93)          | 30 (86)          | 21 (70)          | 45 (113)         |
| 平均最高気温 °C （°F） | 12 (54)          | 14 (57)          | 18 (64)          | 29 (84)          | 29 (84)          | 33 (91)          | 36 (97)          | 37 (99)          | 33 (91)          | 27 (81)          | 19 (66)          | 13 (55)          | 24.6 (76.3)      |
| 平均最低気温 °C （°F） | 2 (36)           | 4 (39)           | 6 (43)           | 9 (48)           | 13 (55)          | 16 (61)          | 18 (64)          | 18 (64)          | 16 (61)          | 12 (54)          | 8 (46)           | 4 (39)           | 10.5 (50.9)      |
| 最低気温記録 °C （°F） | −6 (21)          | −5 (23)          | −2 (28)          | −1 (30)          | 7 (45)           | 9 (48)           | 13 (55)          | 13 (55)          | 10 (50)          | 6 (43)           | −2 (28)          | −5 (23)          | −6 (21)          |
| 降水量 mm （inch）     | 43 (1.69)        | 43 (1.69)        | 8 (0.31)         | 13 (0.51)        | 3 (0.12)         | 0 (0)            | 0 (0)            | 0 (0)            | 18 (0.71)        | 10 (0.39)        | 41 (1.61)        | 41 (1.61)        | 220 (8.66)       |
| 出典：BBC Weather      |                  |                  |                  |                  |                  |                  |                  |                  |                  |                  |                  |                  |                  |

## 歴史

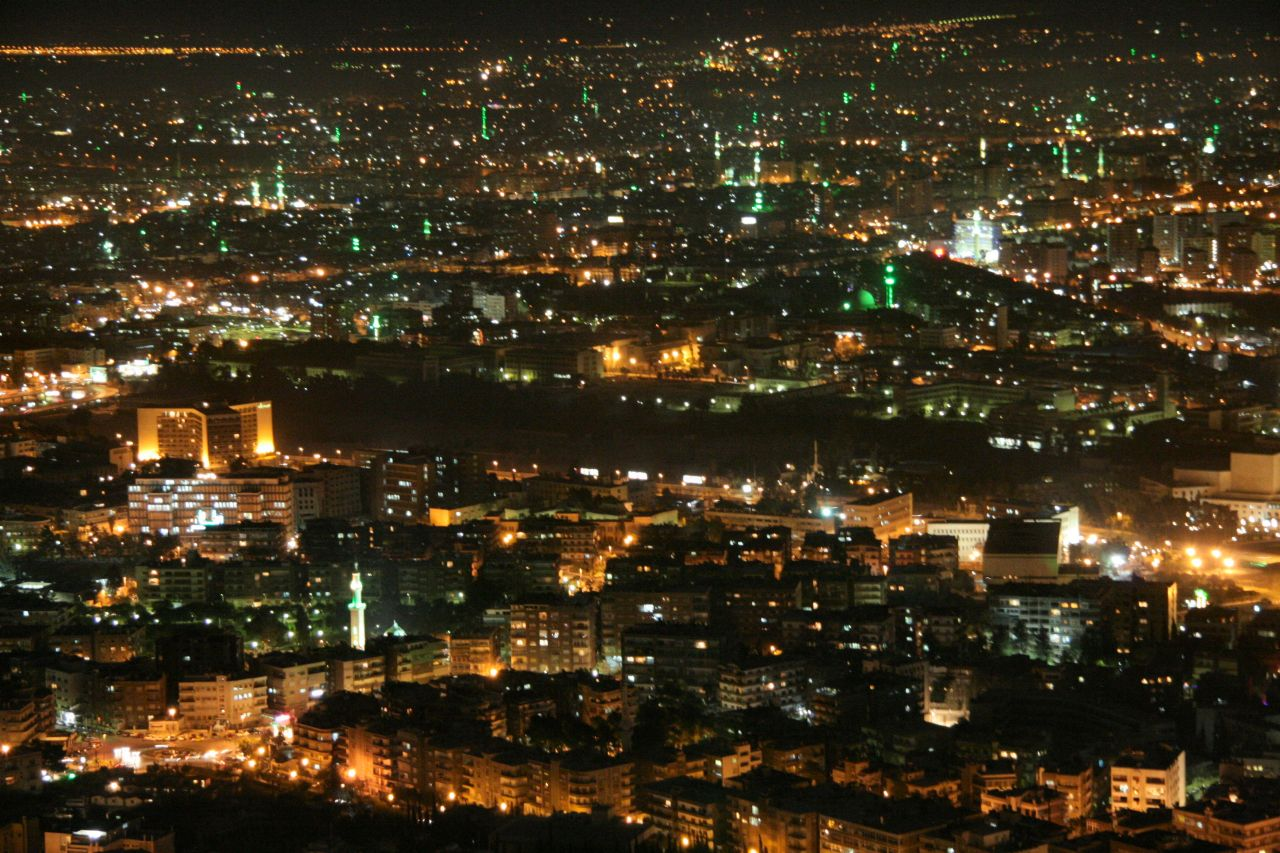
カシオン山からの夜のダマスカス。緑の明かりはミナレット

古代からシリア地方の中心都市で、紀元前10世紀にはアラム人の王国の首都が置かれていた。
その独立は新バビロニアやペルシア、セレウコス朝、ローマ帝国に敗北し失われた。ローマ時代においてダマスカスはギリシャ・ローマ文化のとても重要な中心であり、自由都市連合の名誉都市となった。その後イスラム帝国によって635年に征服され、ウマイヤ朝の首都として栄えた。ウマイヤ朝が705年にキリスト教の教会をモスクに改造して設けたウマイヤド・モスクが現存し、シリアで没したサラーフッディーン（サラディン）やバイバルスの墓もこの町にある。

### 古代
ダマスカスの辺縁にあるテル・ラマドの遺跡により、ダマスカスは紀元前8000年から10000年もの昔から人が定住していたことが分かる。ダマスカスが人間が連続的に定住した世界で最も古い都市であるといわれるのは、これによる。しかし、アラム人（アラビア半島から来たセム語派系の遊牧民）の登場までは、ダマスカスは重要な都市として記されることはなかった。バラダ川の利便性を最大に広げた運河と隧道の建設によってダマスカスに水道システムを初めて構築したのはアラム人であることが知られている。後にこのネットワークはローマ人とウマイヤ朝によって改良され、今日のダマスカス旧市街の水道システムの基礎をなしている。紀元前1100年、この都市はアラム・ダマスカスと呼ばれる強力なアラム人国家の中心になる。アラム・ダマスカスの王はこの地域をアッシリア人とイスラエル人とのいくつもの戦争に巻き込んだ。そうした王の一人、ベン・ハダト2世は、カルカルの戦いにおいてシャルマネセル3世と戦った。アラム人の都市の遺構は壁に囲まれた旧市街の東部に埋まっている可能性が最も高い。紀元前732年にティグラト・ピレセル3世が都市を占領し破壊して後、数百年間独立を失い、紀元前572年に始まるネブカドネザル2世による新バビロニア王国の支配下に入る。バビロニア人の支配は、紀元前539年キュロス2世率いるペルシア帝国軍が都市を占領し、ペルシア支配下のシリア州の州都としたときに終わる。

### ギリシア・ローマ

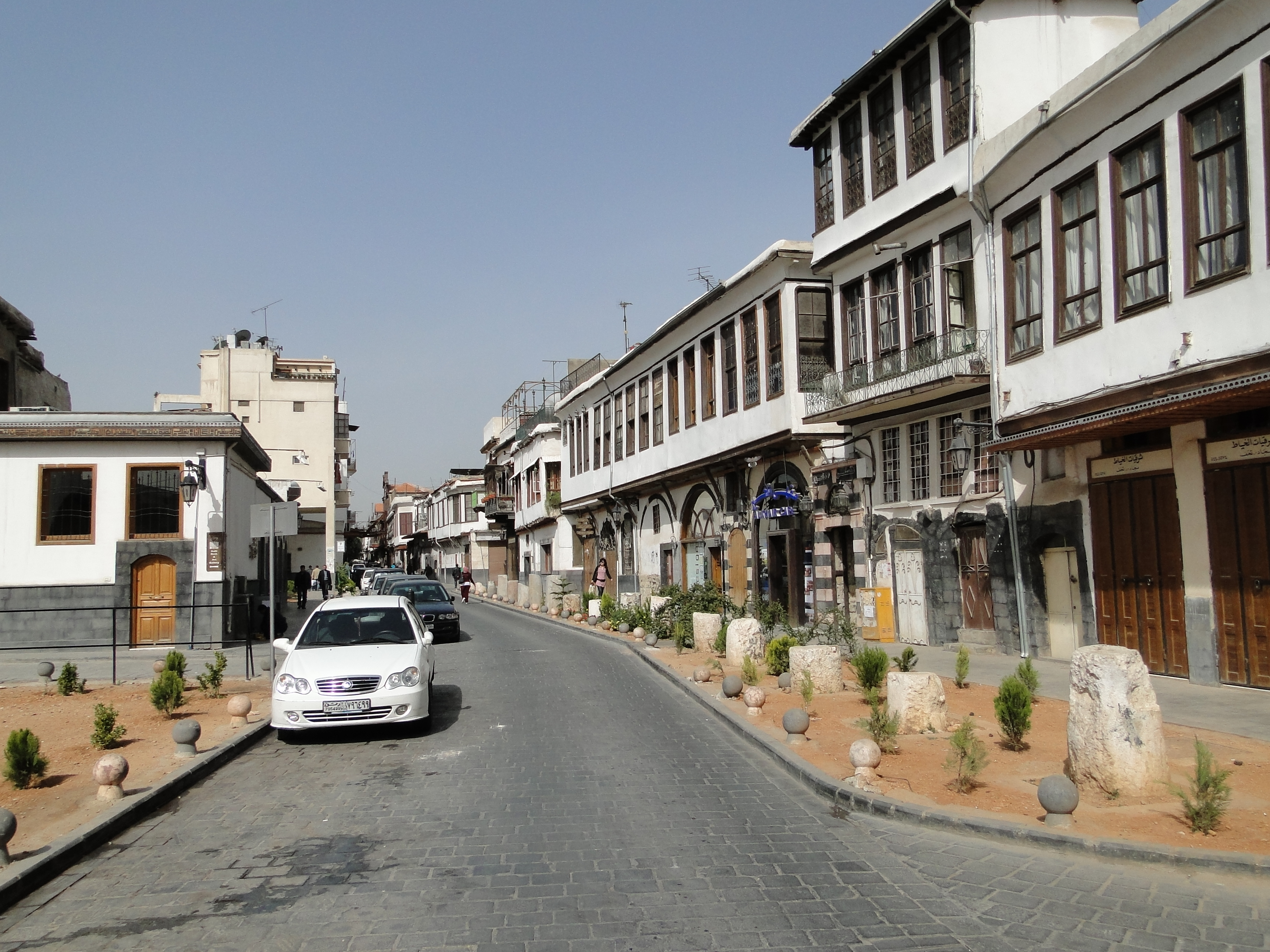
旧市街のバーブ・シャルキー通り。ヴィア・レクタ（Via Recta、「直線通り」）の名残。ヴィア・レクタは古代のローマ都市計画におけるデクマヌス・マクシムス（東西の中央大通り）であり、東門と西門を直線で結ぶ。新約聖書の「使徒行伝」では、パウロの回心の舞台となった

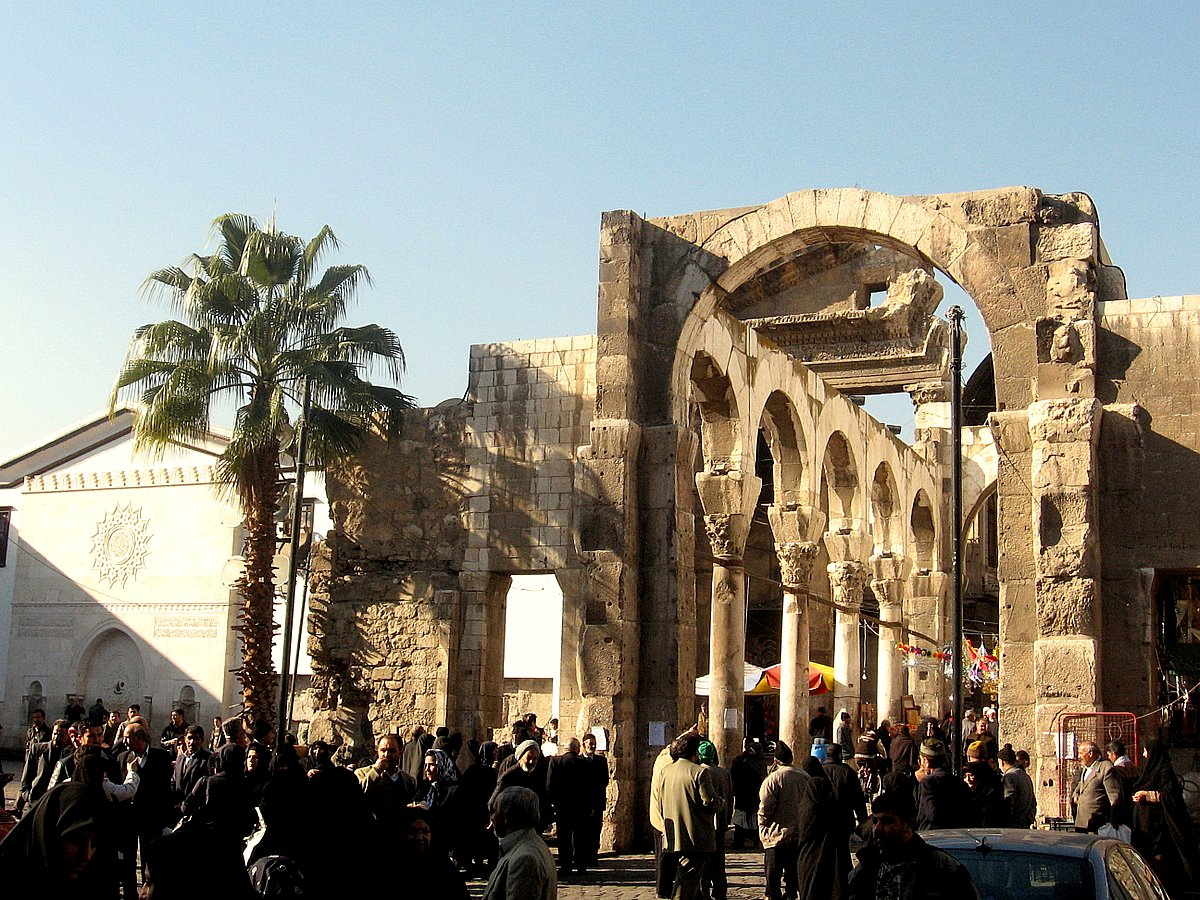
アル＝ハミディヤ市場の入口にあるユピテル神殿跡

ダマスカスは、近東を席巻したアレキサンダー大王の大遠征により西洋の支配下に入る。紀元前323年アレキサンダーの死後、ダマスカスはセレウコス朝とプトレマイオス朝の闘争の場となる。都市の支配権は両者の間を頻繁に行き来した。アレキサンダーの将軍の一人セレウコス1世ニカトールは、アンティオキアを彼の広大な帝国の首都にした。これにより、北方のラタキアのような新たに建設されたセレウコス朝の都市に比べると、ダマスカスの重要性は衰えることになった。
紀元前64年、ポンペイウス率いるローマがシリア西部を併合した。彼らはダマスカスを占領し、デカポリスとして知られる十都市連合に組み入れた。ギリシャ・ローマ文明の主要な中心地だと考えられたためであった。新約聖書によれば、聖パウロが幻視を体験したのはダマスカスへ向かう途中であったとされる。37年、ローマ皇帝カリグラは政令によりダマスカスをナバテア王国の支配下に置いた。ナバテアの王アレタス四世フィロパトリスは首都ペトラからダマスカスを支配した。しかし、106年頃、ナバテア王国はローマ人に征服され、ダマスカスはローマの支配下に戻る。
ダマスカスは2世紀の始めまでには一つの巨大都市になっており、222年、皇帝セプティミウス・セヴェルスによりコロニアに昇格する。パックス・ロマーナの到来とともに、ダマスカスとローマ領シリアは全体的に繁栄する。南アラビア、パルミラ、ペトラからの貿易路、および中国に始まる絹の貿易路がすべてダマスカスに収斂することから、キャラバン都市としてのダマスカスの重要性は顕著だった。ダマスカスは東方に産する贅沢品へのローマ人たちの需要を満たした。
ローマ建築の遺構はほとんど残っていないが、旧市街の都市計画は長く続く効果を持っていた。ローマ人の建築家は、ギリシアとアラムの都市基盤を組み合わせ、城壁に囲まれた、長さおよそ1,500 × 750 mの新しいレイアウトに融合させた。城壁には七つの門があったが、東門（バーブ・シャルキー）はローマ時代から残り続けている。ローマ時代のダマスカスはほとんどが現在の都市の5 m以内の地下に埋まっている。

### ムスリムの征服からファーティマ朝まで

ウマイヤド・モスク 現在でも利用されているモスクとしては最も古いものの一つであり、規模も最大級である

636年、ダマスカスは第2代正統カリフ・ウマル・イブン＝ハッターブ（ウマル一世）に征服される。その直後、アンダルス（現在のスペイン）からインドまで広がるウマイヤ朝(661年-750年)の首都となったときに、この都市の力と威光は頂点に達した。705年にキリスト教会をモスクに改造したウマイヤド・モスクは今でもダマスカスに残っている。744年、最後のウマイヤ朝カリフ、マルワーン2世は首都をジャズィーラ（メソポタミア北部）にあるハッラーンに移し、以後ダマスカスはこれほどの政治的重要性を取り戻すことはない。
750年、ウマイヤ朝が倒れ、アッバース朝が興ると、ダマスカスはバグダードから支配される。858年、アル＝ムタワッキルは首都をサマラから移転する意図の下に短い間ダマスカスに居を構えたが、すぐにこの考えを放棄した。アッバース朝が傾くにつれ、ダマスカス方面は不安定となり、地方政権の支配下に入る。875年、エジプトの支配者アフマド・イブン・トゥールーンがこの都市を手に入れ、アッバース朝の支配は905年になるまで回復しない。945年、ハムダーン朝がダマスカスを手に入れ、その後しばらくしてイフシード朝の開祖ムハンマド・イブン＝トゥグジュの手に渡る。968年そして971年にダマスカスは短い間カルマト派に占領される。

### ファーティマ朝、セルジューク、十字軍
970年、カイロにいたファーティマ朝のカリフがダマスカスの支配を取り戻す。これがこの都市の波乱の時代の幕開けだった。ファティマ軍の主力をなすベルベル人の軍隊は、市民の間で非常に不評を買った。シリアにおけるカルマト派、時にはトルコ人の軍隊の存在は、ベドウィンからの絶え間ない圧力を増やした。978年から短い間、ダマスカスはイザッディン・アル・カッサムの指導と市民軍の保護の下で自治を行っていた。しかし、グータ・オアシスはベドウィンの侵入を受け、トルコが率いる戦役の後、この都市は再びファティマ朝の支配に屈する。1029年から1041年までは、ファーティマ朝カリフ・ザーヒルの下、トルコ人の軍事指導者アヌシュタキンがダマスカスの総督となり、かつての栄光を取り戻すため大いに働いた。
この期間は、ダマスカスがブロックとインスラ（集合住宅）で特徴付けられるギリシア・ローマ風の都市計画から、より親しみやすいイスラム風の都市へとゆっくりと変わっていく時期であったようだ。格子状の直線の大路は、狭い街路のパターンへ変わり、ほとんどの住人が、夜には犯罪者や徴税から守るための重い木戸で閉鎖されるハラートの中に住むようになった。

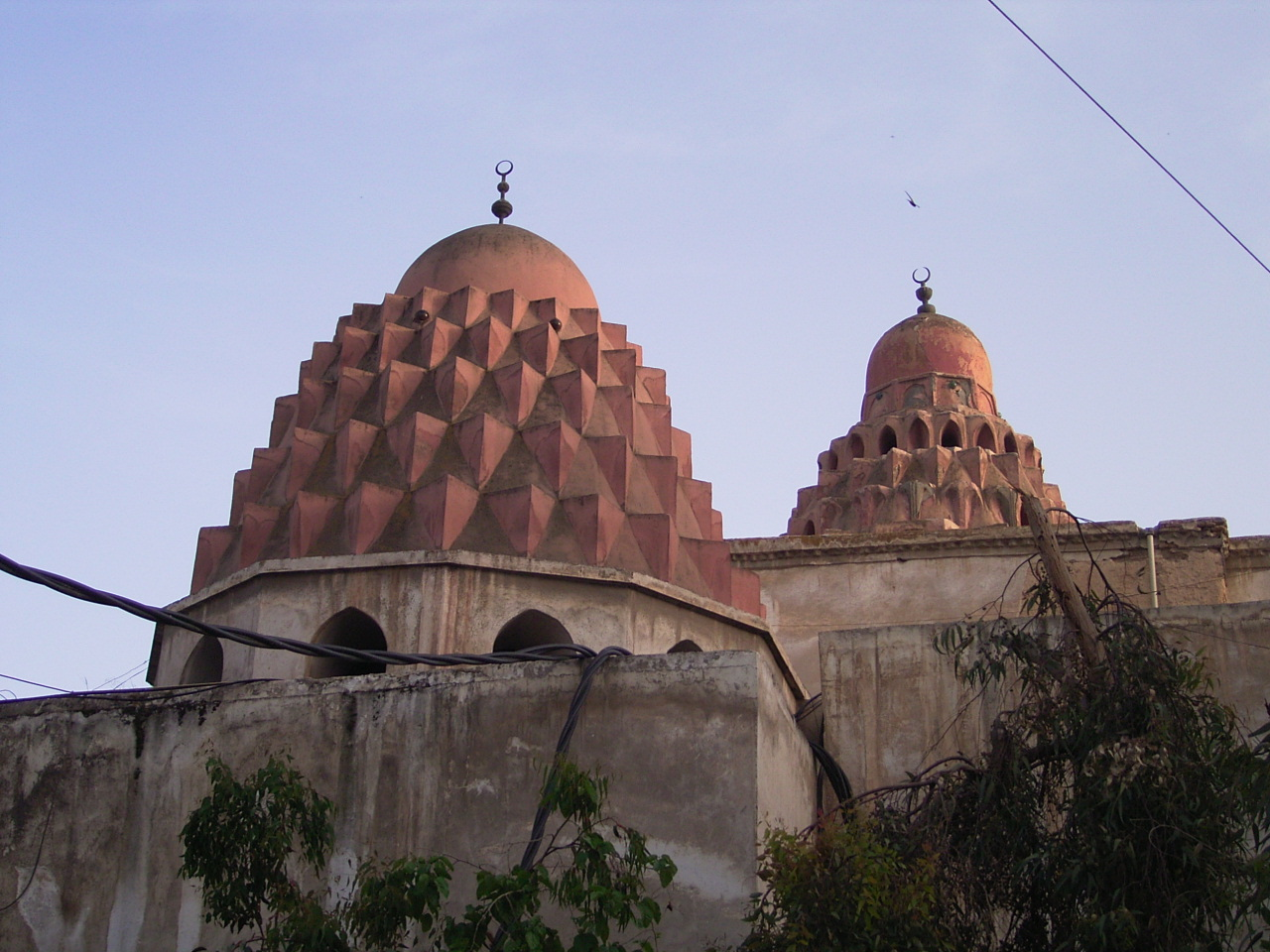
ヌーリーヤ学院（ヌールッディーンの建てたマドラサ、モスク、ヌールッディーン廟の複合建築）のドーム

11世紀後半のセルジューク朝の到来により、ダマスカスは再び独立国家の首都になる。1079年から1104年まではセルジューク朝およびシリア・セルジューク朝に支配されたが、それから別のトルコの王朝、ブーリー朝に支配される。彼らは1148年の第2回十字軍の攻城戦にも耐え抜いた。1154年にはダマスカスは十字軍の宿敵、アレッポのザンギー朝の有名なアターベク・ヌールッディーンに征服される。彼はダマスカスを首都としたが、彼の死後にアイユーブ朝エジプトの支配者サラーフッディーン（サラディン）に奪われ、その首都となる。サラーフッディーンは城砦を再建し、彼の統治下では郊外もあたかも都市そのもののごとく広大であったという。イブン・ジュバイルの記すところによると、サラーフッディーン時代にはダマスカスは多くの大学があり「乱されることのない研究と隠遁」を求めて世界中から集まる勤勉な若者や知識を求める者を歓迎したという。アイユーブ朝はサラーフッディーンの死後内紛で徐々に衰退する。
この当時ダマスカス鋼は十字軍の間で伝説的な名声を得、今日なお模様の有る鋼はダマスカスと呼ばれる。ビザンチンや中国でつくられる紋様のある絹織物は、シルクロードの西の終点ダマスカスを経由して運ばれたため、英語ではダマスク織という言葉が生まれた。

### マムルーク朝の支配
アイユーブ朝の支配（および自治）は、1260年モンゴル帝国がシリアに侵入し、ダマスカスにキトブカ率いるモンゴル軍と、同盟する十字軍国家の軍勢が入城して終わる。アイン・ジャールートの戦いでモンゴルが敗北しシリアから撤退した後はマムルーク朝の地方首都となり、エジプトから支配される。
1400年にティムールがダマスカスを包囲し、略奪と火災によって町は被害を被った。（ダマスカス包囲戦 (1400年)）
ダマスカスは再建され、1516年までマムルーク朝の地方首都として機能した。

### オスマン帝国の統治
1516年にマルジュ・ダービクの戦いでオスマン帝国がマムルーク朝を破って以来、ダマスカスは1918年までオスマン帝国によって統治されることとなった。オスマン帝国による統治が始まった1516年当時の人口は、全市でおよそ5万5,000人（約8,000戸）ほどであったと推定されている。オスマン帝国時代には数度にわたる行政区画の改変があったが、ダマスカスは常に州都の地位を維持していた。これは、ダマスカスがアレッポと共に帝国のシリア地方支配の要となる都市であり、長くこの地域の政治・経済の中心地であったほか、ムスリムにとって重要なマッカ巡礼に向かうキャラバンの出発地であったため、その点においても帝国にとって重要な都市であったためである。

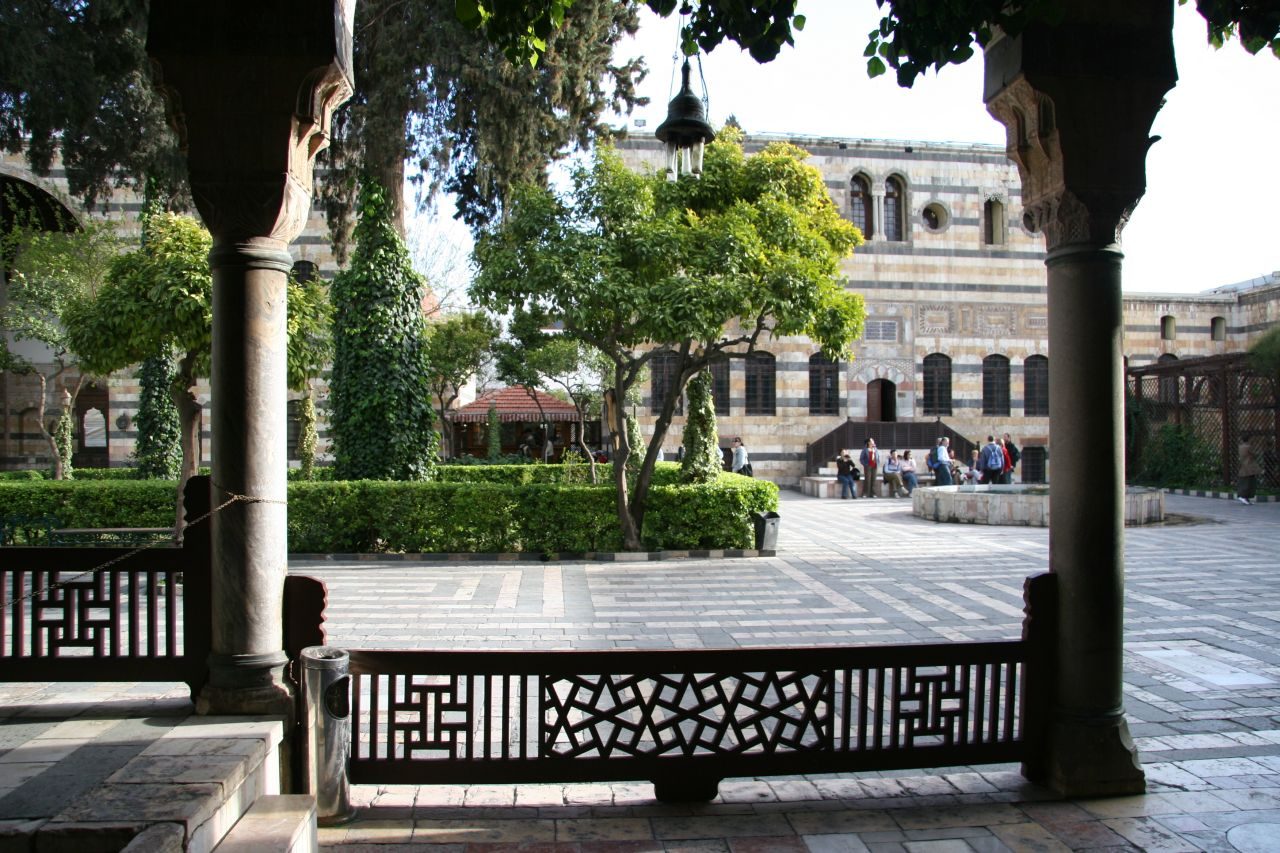
アゼム宮殿

18世紀以降帝国が衰退を始めると、各地でアーヤーン（名士）と呼ばれる半独立の大土地所有者が登場する。シリア地方も例外ではなく、ダマスカスとハマを治めたアズム家などが知られている。アズム家は州の総督の座を世襲し、中央の権力から半独立状態を保った。アズム家は19世紀に入ると中央政府によるタンズィマート（恩恵改革）によって独占的な地位を失ったものの、その後もダマスカスの名望家として地域社会に大きな影響力を与え続けた。ダマスカスの旧市街にはアズム家によって建てられた宮殿が残っており、現在では観光名所の一つとなっている。
その後、二度のエジプト・トルコ戦争の結果、1832年から1840年にかけてシリア地方はエジプトのムハンマド・アリー朝の支配を受け、ムハンマド・アリーの息子であるイブラーヒーム・パシャがダマスカスを支配した。その後、1840年のロンドン条約によってダマスカスがオスマン帝国の支配下に戻ると、ダマスカスにはオスマン帝国軍の第5軍団の司令部が置かれた。1860年には大規模な暴動が発生している。背景にあったのは経済的な問題であったが、キリスト教徒とムスリムの宗教対立に転嫁したことで多数の犠牲者を生んだ。1870年代にはシリア州総督となったミドハト・パシャによってスーク（市場）の整備などが行われ、この時期に整備された二つの屋根付きのスークは現在でも使用されている。また、1908年には市電が開業している。

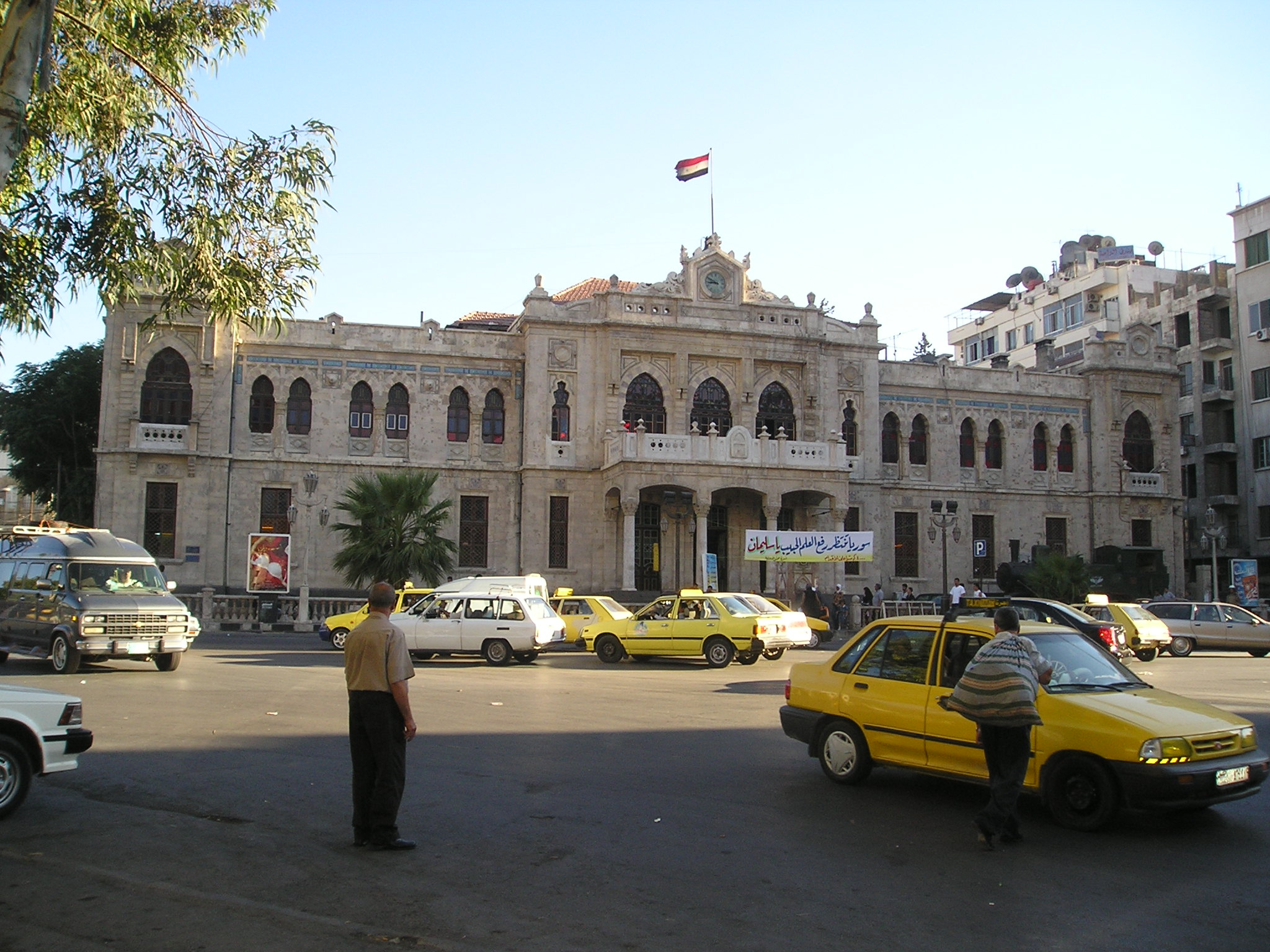
ダマスカスのヒジャーズ鉄道のヒジャーズ駅

19世紀後半から20世紀初頭のダマスカスは、徐々に近代的なインフラの整備も行われ、地域における政治・軍事の中心地としても重要な都市であった。しかし、以前とは異なり経済面では新興の港湾都市であるベイルートにその地位を脅かされるようになっていた。これはスエズ運河が開通したことで、ヒジャーズ方面への旅客・貨物が以前のようにダマスカスを通らずにベイルートから直接船で運ばれるようになったためである。このような状態に危機感を覚えたダマスカスの商人達は、対抗手段としての鉄道建設を強く要望し、中央政府への陳情を繰り返した。これは、1900年から始まったダマスカスを起点とするヒジャーズ鉄道の建設という形で一応の結実をみたが、それでもベイルートに奪われた地域経済の主導権を奪い返すまでには至らなかった。
また、ダマスカスは近東におけるドイツの「世界政策」（3B政策）の舞台にもなった。1898年にはドイツ皇帝ヴィルヘルム2世自らダマスカスを訪れ、「ドイツ皇帝は世界3億の回教徒の友人である」という有名な演説を行ってドイツ帝国とオスマン帝国の関係の緊密さをアピールした。この際ヴィルヘルム2世はサラーフッディーンの廟に参詣し、石で出来た棺と金属製の花輪を寄贈している（なお、花輪は後にトーマス・エドワード・ロレンスがダマスカスに入城した際に持ち去ったといわれている。棺の方は現在でも廟に展示されている）。

### アラブ・ナショナリズムの勃興
都市に大きな影響を与えていた名望家層が鉄道建設などを通じてイスタンブールの宮廷と直接結びついていたこともあって、ダマスカスはベイルートと比べると民族主義の勃興が遅れたが、20世紀初頭にはダマスカスでも民族主義的感情が興るようになった。始めは文化的ナショナリズムだったが、次第に政治的色彩を帯び始めるようになる。また、ダマスカスで起こったアラブ・ナショナリズムの諸運動は、ベイルートで起こったアラブ・ナショナリズムの諸運動が早くから帝国からの独立を要求したのと対照的に、比較的遅い時期まで帝国の枠組みの中での自治を要求する傾向があった。
1908年の青年トルコ人革命後、統一と進歩委員会が中央政府を掌握すると、ダマスカスでもアラビア語の公用語化や連邦制の導入といった、アラブ人の権利や帝国の分権化を要求する運動が起こるようになる。これらの動きに対し、中央集権化を進めたい統一と進歩委員会は時には懐柔しつつも、もっぱら強硬策をもって臨んだ。このような統一と進歩委員会の方針は中央集権化という名の「トルコ化」政策であると受け取られ、ダマスカスのアラブ・ナショナリストの中にも自治から独立へとその主張をより強める動きが現れるようになった。
第一次世界大戦が始まると、統一と進歩委員会の中心人物であるジェマル・パシャが方面軍の司令官としてダマスカスに赴任してくる。1915年から1916年にベイルートとダマスカスで、ジェマルにより愛国的な知識人が数多く絞首刑にされたことは、さらにナショナリストの感情を逆撫ですることになった。また、この処刑はダマスカスの住民にマッカの太守フサイン・イブン・アリーによる「アラブ反乱」への支持を広げる結果にもなり、1918年にアラブ軍とイギリス軍が迫るに連れて、住民は撤退してゆくトルコ軍に対して発砲した。

### 近代

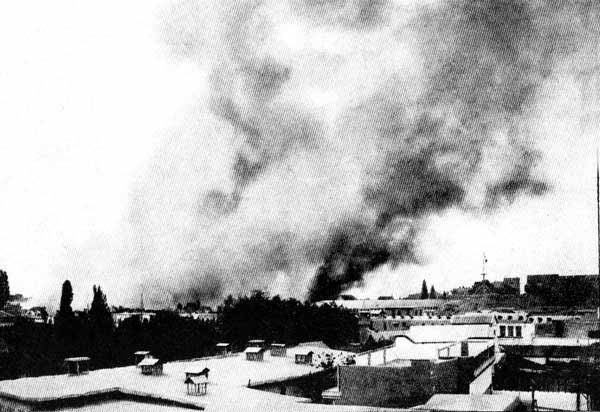
フランス軍のダマスカス空爆（1925年）

1918年10月1日、フサインの部下で後のイラク王国宰相ヌーリー・アッ＝サイード率いるアラブ反乱軍がダマスカスに入城する。同じ日、イギリス軍に属するオーストラリア人部隊の兵士も入城し、オスマン帝国の知事の降伏を受け入れた。トーマス・エドワード・ロレンスを含む別のイギリス軍部隊もダマスカスに入っている。
しかし1917年11月、十月革命で成立したロシアのボリシェビキ政府が、フランスとイギリスが交わしたアラブ分割に関する密約サイクス・ピコ協定を暴露したため、アラブの政治的緊張が高まっていた。イギリスとフランスは連名で「トルコに長い間抑圧されてきた人々の完全な解放」を約束する宣言を発表した。シリアでは民主的憲法を定める会議が行われ、1920年にはフサインの息子であるファイサル・イブン・フサインを国王とするシリア王国の建設が宣言された。しかしヴェルサイユ条約ではフランスがシリアを委任統治下に置くことが認められていたため、英仏はファイサルの宣言を認めなかった。1920年7月23日、アンチレバノン山脈を越えたフランス軍がマイサルン峠でシリア人部隊を破り、ファイサルはダマスカスを追われた。サイクス・ピコ協定に基づき、シリア地方が英仏に分割されると、ダマスカスはフランス委任統治領シリアの首都となった。
1925年、シリア南西部ハウラーン地方で起きたドゥルーズ派の反乱(en)がダマスカスに及んだため、フランス軍はダマスカス市街に対し砲撃と空襲を加えて鎮圧した。アル＝ハミディヤ市場（スーク）とミドハト・パシャ市場の間の古い町並みは炎上し、多くの市民が死亡した。この後、旧市街はグータ・オアシスからの反乱分子が入らないよう有刺鉄線で囲まれ、装甲車などが通れるように新しい道路が北部郊外に造られた。1941年6月21日、イラクから侵入した連合軍部隊がヴィシー政権側の守るダマスカスを占領した。
1945年にフランス軍は再度ダマスカスを空襲したが、イギリス軍の介入でフランス軍は撤退に応じ、1946年のシリア独立につながった。以来、ダマスカスはシリアの首都となっている。

### イスラエルによる空爆
2025年7月にシリア南部で発生したドルーズ派とスンニ派の衝突を受けて、同月16日にイスラエルがダマスカス市内を空爆。国防省庁舎などが深刻な損傷を受け、3人以上が死亡、34人以上が負傷。

## 歴史的地区

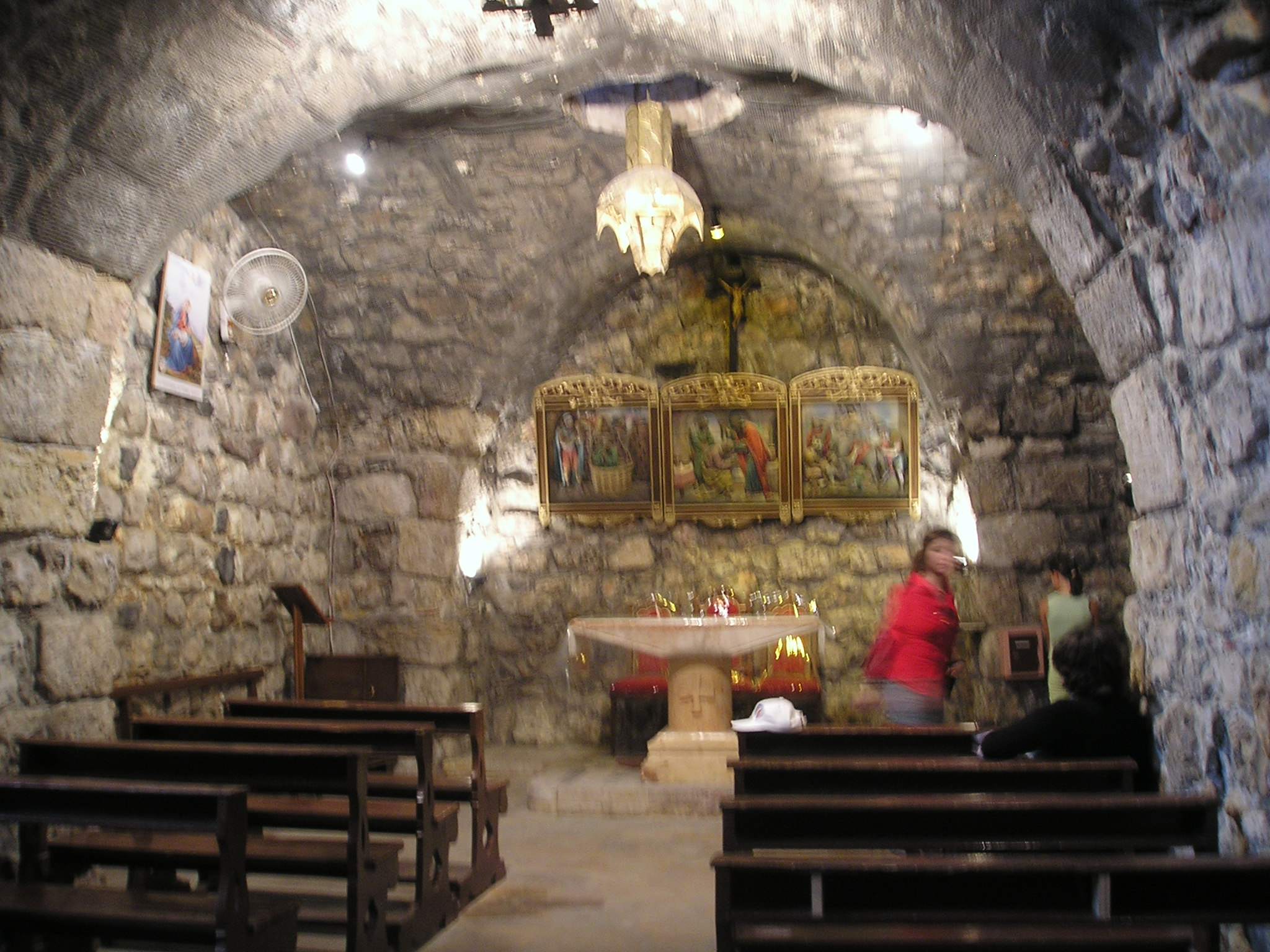
聖アナニア教会の内部。パウロの回心に登場するアナニヤの家の跡地とされる

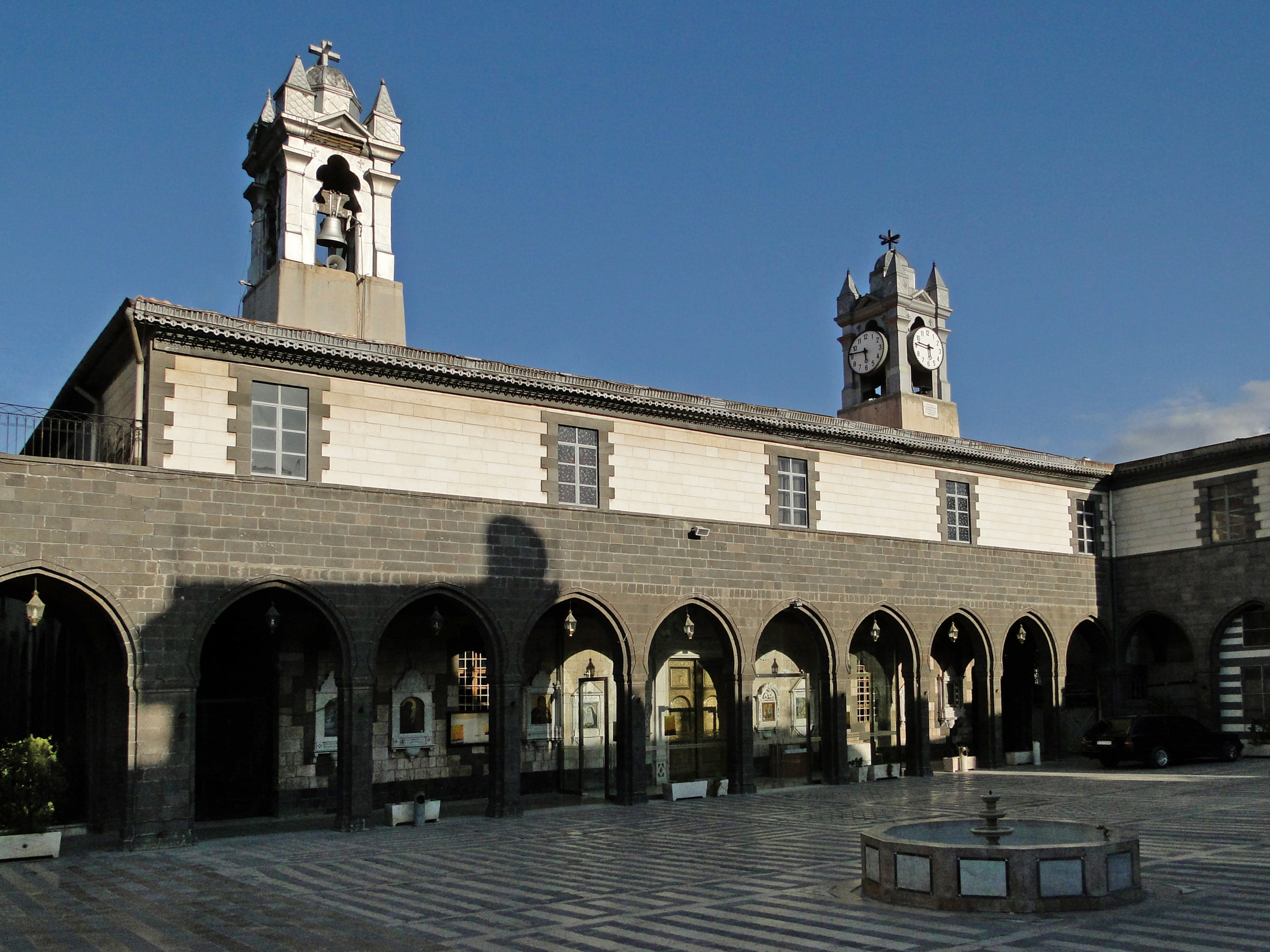
メルキト・ギリシャ典礼カトリック教会のアンティオキア総主教の座所、生神女就寝大聖堂

ダマスカスは、都市の歴史のさまざまな時代に遡る歴史的地区の宝庫である。この都市は過去の占領者ごとに増築されたため、現在の都市の8フィート（約2.4メートル）地下に埋まっているダマスカスのすべての遺構を発掘するのはほとんど不可能である。ダマスカスの城砦は旧市街の北西隅に位置する。
使徒行伝第9章第11節にある聖パウロの改宗に登場する、直線と呼ばれる街路またの名をVia Rectaは、ローマ時代のダマスカスのメインストリートの一つであり、1,500 m以上の長さがあった。
この道は今日ではバーブ・シャルキー通りと覆いのあるスーク（市場）、スーク・ミドハト・パシャとなっている。バーブ・シャルキー通りは小さな商店に満ち、キリスト教徒の区画Bab Touma（聖トマスの門）に通じている。スーク・ミドハト・パシャもまた、ダマスカスの主要な市場であり、スークを刷新したオスマン時代のシリア州知事ミドハト・パシャにちなんで名づけられた。バーブ・シャルキー通りの端には、アナニアスの家の地下貯蔵庫であった地下教会がある。また、ダマスカスにはスーク・ミドハト・パシャと平行にもう一つ屋根つきのスークがあり、こちらは建設当時のオスマン帝国のスルタン・アブデュルハミト2世の名にちなみスーク・ハミディーエと呼ばれている。
ウマイヤード・モスク、またの名をダマスカスの大モスクは、世界で最も大きいモスクの一つであり、イスラム教が始まって以来最も長く祈りが捧げられ続けている場所の一つでもある。モスク内の寺院には洗礼者ヨハネの頭が納められているといわれている。

### ダマスカスの城壁と城門

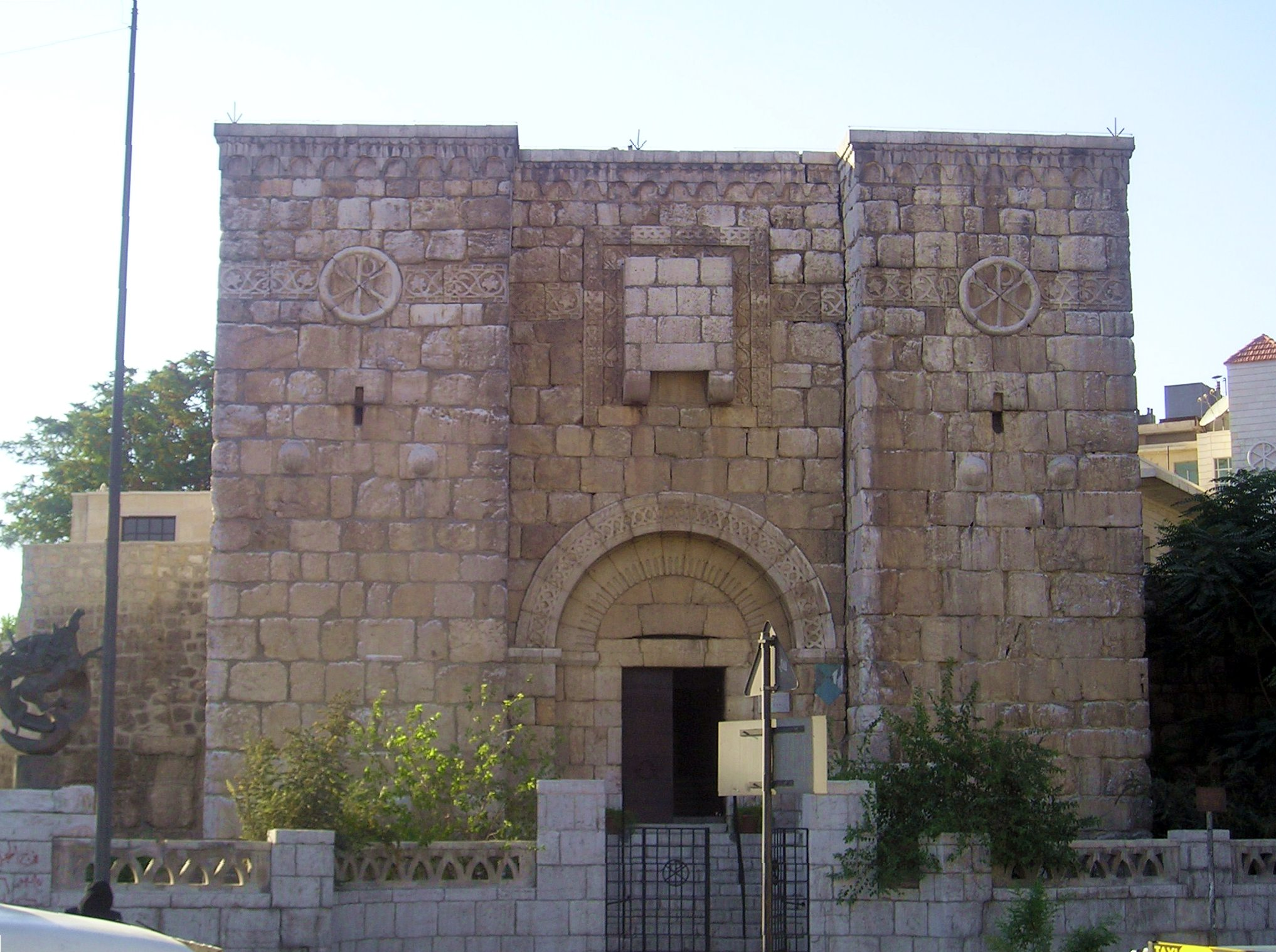
Bab Kisanの門、現在は聖パウロを記念した教会

ダマスカスの旧市街は、北と東、および南の一部を塁壁に囲まれている。現存している門は七つある。最も古いものはローマ時代にまで遡る。城砦の北から時計回りに:
- Bab al-Faraj　（救いの門）
- Bab al-Faradis　（果樹園の門）
- Bab al-Salam　（平和の門）以上三つは旧市街の北側にある。
- Bab Touma　（トマスの門）北東の隅にあり、同じ名前のキリスト教徒の区画へ通じている。
- Bab Sharqi　（東門）東の壁にあり、ローマ時代の設計が残っている唯一のもの。
- Bab Kisan、南東にあり、聖パウロがここから籠に入って塁壁から吊り下げられてダマスカスから脱出したという伝説が残っている。現在は閉鎖されており、この故事を記念する教会がその場所に建てられた。
- al-Bab al-Saghir　（小さい門）南側にある。

加えて、Bab a-Faraj、Bab al-Faraidis、スーク・ミドハト・パシャへの入り口にあるBab al-Jabiya、およびスーク・al-Hamidiyyaの入り口近くにあるBab al-Baridは、かつてはスークへの入り口の区域を指していた、ダマシーンという名で呼ばれている。城壁の外にある二つの区域もまた、「門 (bab)」の名を持っている。Bab MousallaとBab Sreijaであるが、どちらも城壁の外の南西にある。

## 教育
ダマスカスには、フランス委任統治時代に建てられた国内最古のダマスカス大学をはじめとし、アラブ国際大学、応用科学技術高等研究所など数多くの高等教育機関が集まっている。

## 経済

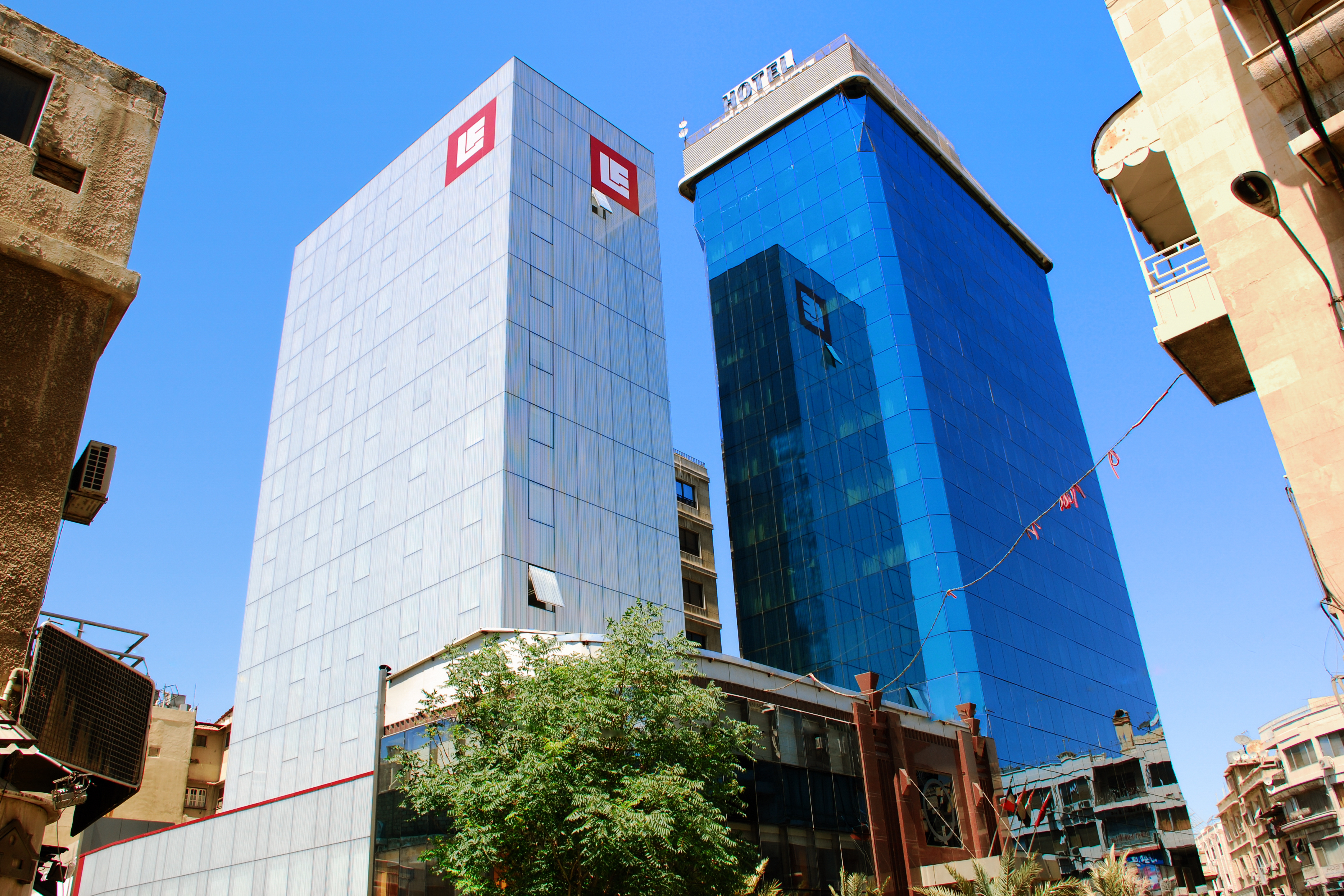
ダマスカスのビジネス地区。アル＝シャルク銀行とブルータワーホテル

ダマスカスはシリア砂漠のオアシス都市として古くから交易の中心であったが、現代もシリア国内の政治の中心地であるのみならず産業・物流・教育などの中心地として重要である。また世界中からの観光客も多く集めており、市内にはホテルも多く建つ。1954年以来、毎年秋にはダマスカス国際見本市が開催されている。2009年にはダマスカス証券取引所が開設された。

## 交通
ダマスカス国際空港で中東やアジア、欧州各国と結ばれている。同空港はシリア・アラブ航空のハブ空港でもある。

## 姉妹都市
- エレバン（アルメニア）
- カラカス（ベネズエラ）